# Benigno Bossi
Benigno Bossi, né en 1727 et mort en 1792, est un graveur, un peintre et un sculpteur en stuc italien.

## Biographie
Il naît en 1727 à Arcisate près de Milan. Il aurait dû étudier la peinture sous Pompeo Batoni, mais la mort de cet artiste interrompt ce projet. Anton Raphael Mengs et Dietrich lui conseillent de se consacrer à la gravure. Il séjourne quelque temps à Nuremberg et à Dresde, mais pendant la guerre de Sept Ans, il doit quitter la Saxe et se rend en 1760 à Parme, où il obtient le patronage du duc. Il devient membre de l'Académie du dessin de Florence le 28 septembre 1783.
Il meurt le 4 novembre 1792 à Parme. Certaines sources semblent avoir mal orthographié son nom en Benigno Rossi,.

## Œuvre

### Estampes

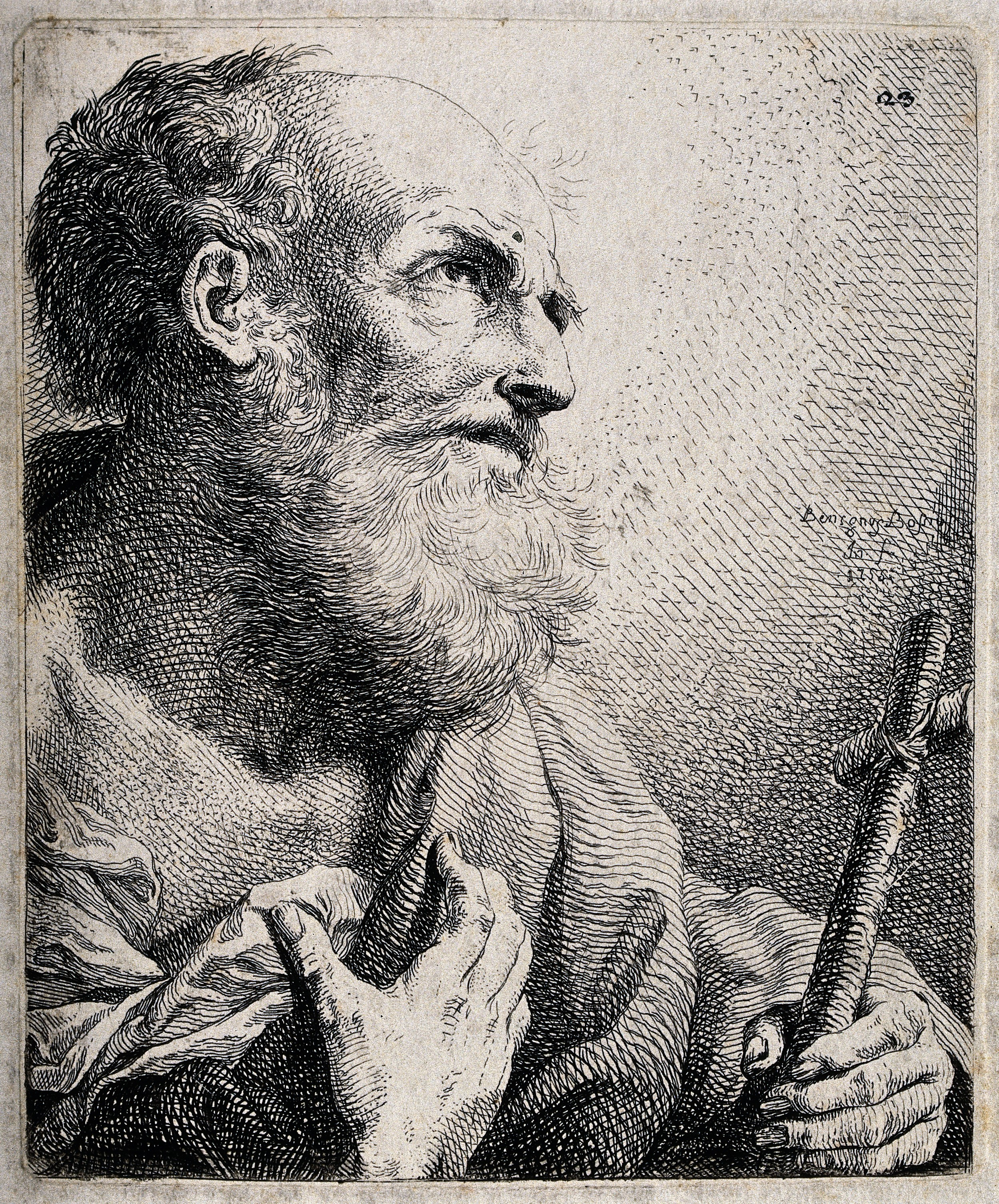
Saint Jérôme, 1754 (Wellcome Collection).

Benigno Bossi a produit les gravures suivantes :
- Autoportrait[2].
- Une présentation au temple (1755)[2].
- Quarante petites gravures de têtes et autres sujets[2].
- Une Mascarade à la Grecque et une Suite des Vases d'après Ennemond Alexandre Petitot[2],[6].
- Quatre des trophées (1771)[2].
- Quatre des attributs des saisons (1770)[2].
- Deux des enfants[2].
- Un ensemble de 29 planches d'après les dessins de Parmigianino[2].
- Figures allégoriques représentant les villes du Piémont[2].

### Stucs

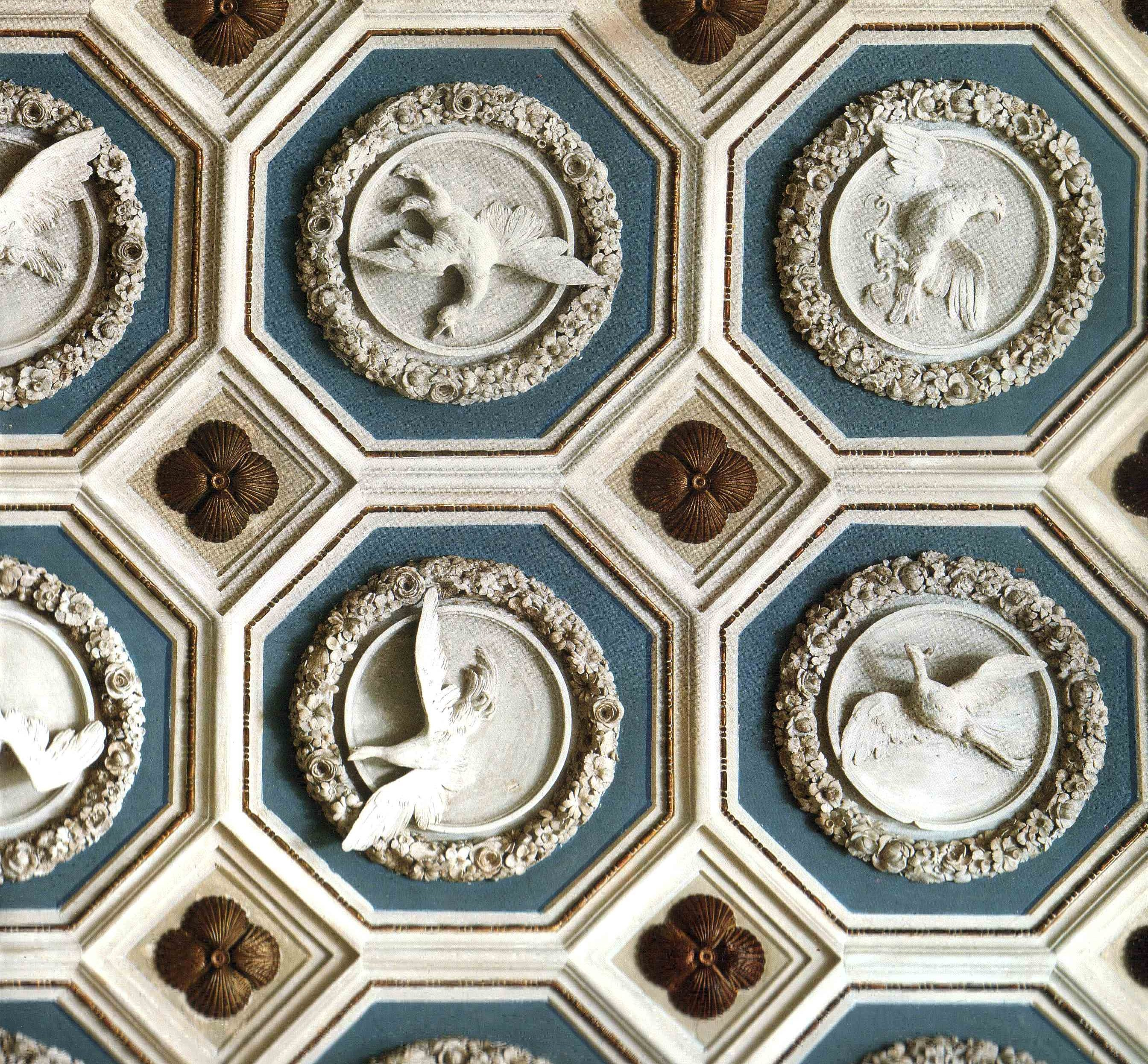
Sala degli Uccelli au Palazzo del Giardino à Parme avec plus de 250 cocardes en stuc individualisées représentant des oiseaux.